# KPhotoAlbum

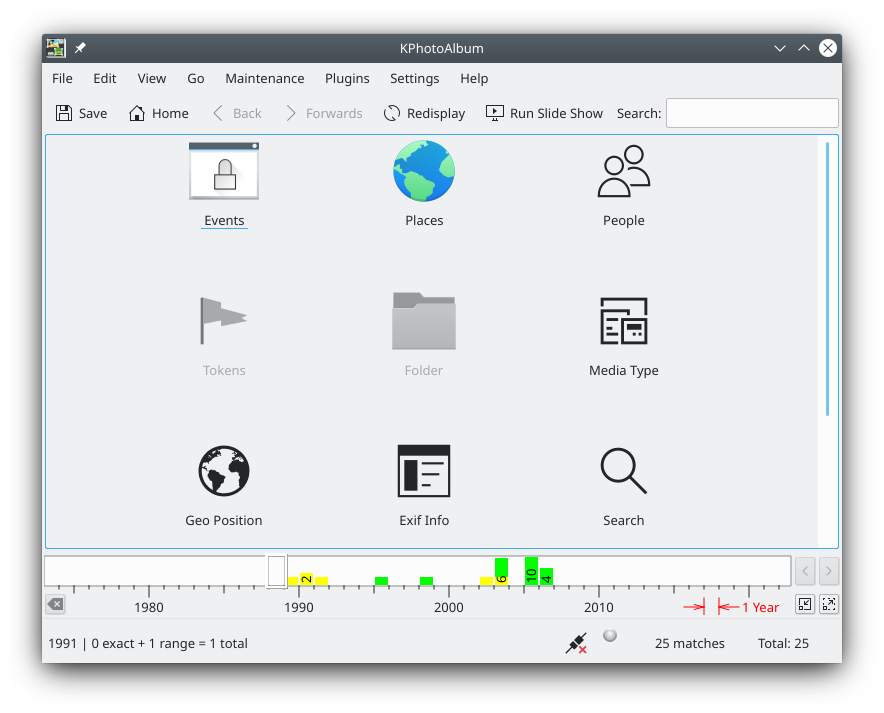
KPhotoAlbum

KPhotoAlbum (inicialmente chamado KimDaBa) é um programa de computador para organização e visualização de imagens digitais, desenvolvido em código aberto e licenciado sob GNU GPL versão 2. É desenvolvido com recurso ao Qt, para o ambiente de trabalho KDE.
O projeto foi iniciado por Jesper K Pedersen em Dezembro de 2002 com o nome de KimDaBa (K image Data Base), com o objetivo de facilitar a organização de imagens e videos digitais, de forma a ser possível encontrar, em poucos segundos, uma determinada imagem no meio de dezenas de milhares. Para isto, o KPhotoAlbum não usa a tradicional analogia de "álbuns"
de fotografias, baseando-se antes em atributos ou categorias.
Através da utilização de plugins KIPI é possível realizar um grande número de operações sobre as imagens, individualmente ou em grupos. Estas operações incluem a rotação sem perda de qualidade, redimensionamento, ou conversão de imagens de formato RAW.
Apesar do KPhotoAlbum ser desenvolvido sobre GNU/Linux, é possível utiliza-lo em Microsoft Windows recorrendo à plataforma Cygwin.